# Brev skrivna under en kort vistelse i Sverige, Norge och Danmark
Brev skrivna under en kort vistelse i Sverige, Norge och Danmark (engelska: Letters Written During a Short Residence in Sweden, Norway, and Denmark) är en personlig reseskildring skriven av den brittiska författaren och tidiga feministen Mary Wollstonecraft. De 25 breven täcker ett brett spektrum av ämnen, från sociologiska reflektioner över Skandinavien och dess invånare till filosofiska frågor som den om personlig identitet. Boken utgavs av Joseph Johnson 1796 och var den sista som Wollstonecraft fick utgiven under sin levnadstid.
Wollstonecraft genomförde sin resa till Sverige, Norge och Danmark för att återta ett skepp som hade blivit stulet från hennes älskare, Gilbert Imlay. I hopp om att resan skulle bidra till att deras förhållande skulle återupptas, påbörjade hon entusiastiskt resan. Under sina tre månader i Skandinavien förstod hon dock att Imlay inte hade något intresse av att återuppta förhållandet. Breven som boken består av skildrar hennes ilska och melankoli över Imlays upprepade svek, och boken blir på så vis både en reseskildring och en självbiografi. I Brev skrivna under en kort vistelse i Sverige, Norge och Danmark utforskar Wollstonecraft förhållandet mellan den enskilda individen och samhället. Hon värdesätter subjektiva erfarenheter, främjandet av jämställdhet och utbildning för kvinnor. Hon kritiserar även vad hon ser som marknadens olyckliga påverkan på samhället.
Brev skrivna under en kort vistelse i Sverige, Norge och Danmark var Wollstonecrafts populäraste bok på 1790-talet. Boken sålde bra, blev översatt till flera språk och togs emot väl av de flesta kritiker. Filosofen och sedermera Wollstonecrafts make William Godwin sa om boken att "om det någon gång var en boks syfte att få en man att bli förälskad i författaren, så anser jag det vara denna bok". Romantiska diktare som William Wordsworth och Samuel Taylor Coleridge inspirerades av boken. Brev skrivna under en kort vistelse i Sverige, Norge och Danmark inspirerade läsare att resa till Skandinavien, men intresset för boken minskade dramatiskt efter att William Godwin utgav sin biografi om Mary Wollstonecraft 1798. Biografin orsakade en skandal i och med att den avslöjade Wollstonecrafts självständiga och okonventionella livsstil.

## Mary Wollstonecraft

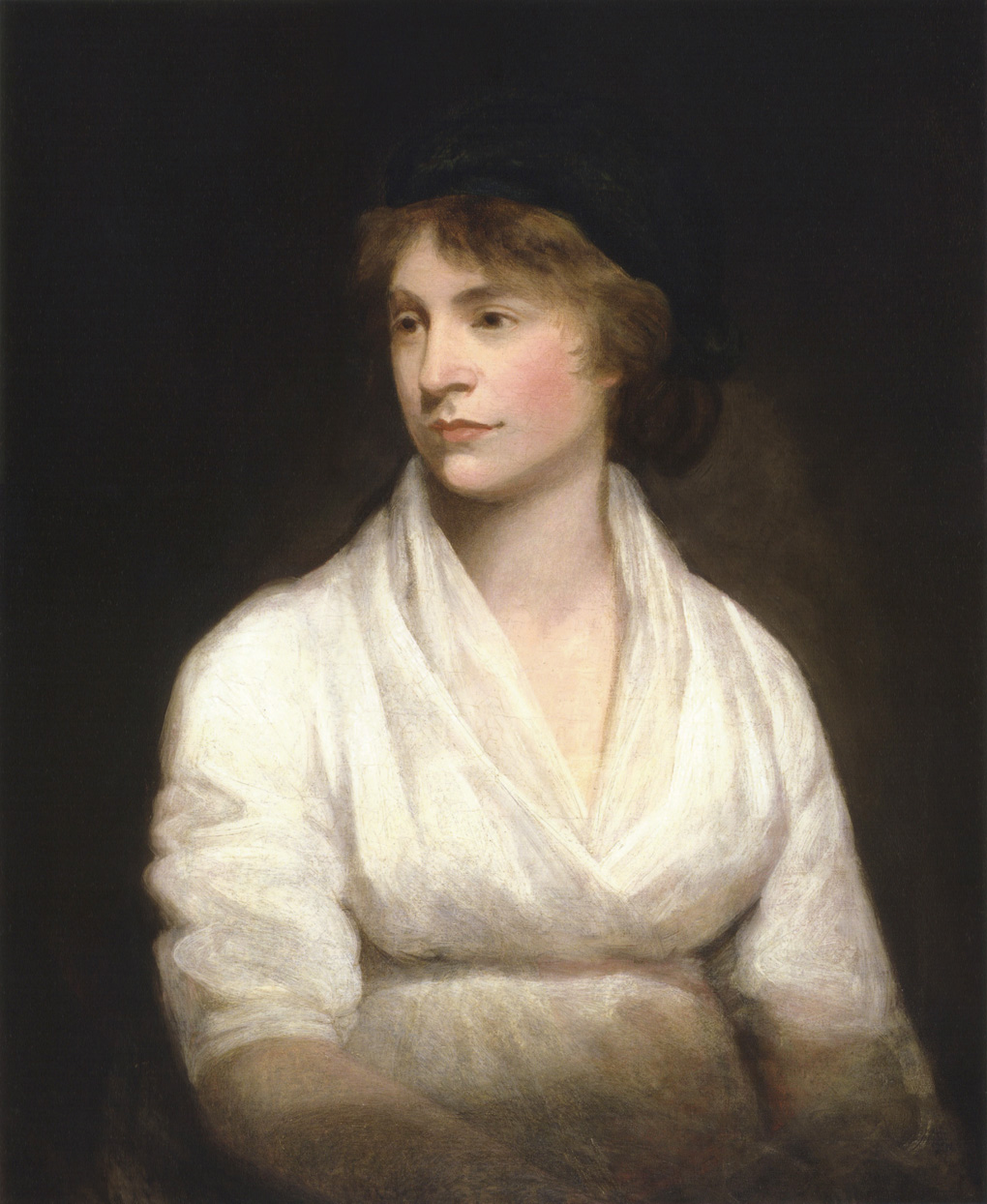
Mary Wollstonecraft, oljemålning av John Opie år 1797, utställd på National Portrait Gallery, London.

År 1790 gjorde Wollstonecraft, 31 år gammal, en dramatisk entré i offentligheten med pamfletten A Vindication of the Rights of Men ('Ett försvar för människors rättigheter'). Pamfletten var ett inlägg i den brittiska debatten om den revolution som just då pågick i Frankrike. Två år senare gav hon ut det som har kommit att bli hennes mest kända verk, A Vindication of the Rights of Woman (Till försvar för kvinnans rättigheter). Ivrig att få uppleva den franska revolutionen på nära håll flyttade hon till Frankrike och bodde där i två år. Hon återvände till Storbritannien 1795 efter att situationen i Frankrike hade förvärrats, övergiven av sin amerikanske älskare Gilbert Imlay och med dottern Fanny Imlay född utom äktenskapet. Kort efter återkomsten till Storbritannien försökte Wollstonecraft att begå självmord, men Imlay lyckades rädda henne.
I juni 1795, en månad efter självmordsförsöket, gick Wollstonecraft med på att företa den långa och svåra resan till Skandinavien för att lösa Imlays affärsproblem. Resan var inte bara farlig (hon var en kvinna som reste ensam i krigstid), utan präglades även av sorg och nedstämdhet. Med sig hade hon även sitt lilla barn och en barnflicka. Wollstonecraft trodde först att resan skulle bidra till att förhållandet till Imlay återupptogs, men insåg gradvis att det var meningslöst, speciellt efter att Imlay inte mötte henne i Hamburg.
Vid återkomsten till Storbritannien i september gjorde Wollstonecraft ännu ett försök att begå självmord genom att dränka sig i Themsen, men hon räddades av förbipasserande. Brev skrivna under en kort vistelse i Sverige, Norge och Danmark, som bygger på materialet från resan och breven hon skrev till Imlay under den tre månader långa resan, gavs ut i januari 1796. Förläggare var Wollstonecrafts nära vän och utgivare, Joseph Johnson. Boken präglades av självmordsförsöket och beskriver Wollstonecrafts mentala tillstånd under hennes tid i Skandinavien. Boken har förklarats som ett långt självmordsbrev till Imlay, även om hans namn aldrig nämns i texten. Den var det sista verk som Wollstonecraft fick utgivet under sin livstid och hon dog i barnsäng året efter.

## Resan och Imlays affärsintressen
I Brev skrivna under en kort vistelse i Sverige, Norge och Danmark framstår Wollstonecraft som en turist, medan hon i verkligheten genomförde komplicerade affärsförhandlingar å Imlays vägnar. I nästan 200 år var det oklart varför Wollstonecraft hade rest till Skandinavien, men på 1980-talet upptäckte historikern Per Nyström, tack vare dokument i svenska och norska arkiv, avsikten med resan. Nyström fann att Wollstonecraft eftersökte ett skepp och en last som hade stulits från Imlay. Wollstonecraft hade fullmakt att agera i Imlays ställe – Imlay refererade till henne i juridiska dokument som "fru Mary Imlay, min bästa vän och hustru" trots att de inte var gifta.

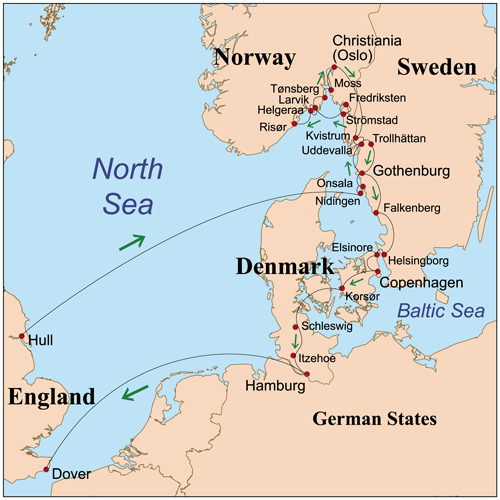
Översiktskarta som illustrerar Mary Wollstonecrafts resa i Skandinavien sommaren 1795.

Nyström kunde avslöja de invecklade detaljerna i Imlays affärer. Den 18 juni 1794 köpte norrmannen Peder Ellefsen skeppet Liberty av Imlays agent i Le Havre, Frankrike. Det skulle senare visa sig att Ellefsen aldrig ägde skeppet, utan fungerade som bulvan i en pro forma-försäljning på uppdrag av Imlay. Ellefsen döpte om skeppet till Maria and Margaretha, antagligen efter Mary Wollstonecraft och hennes tjänarinna Marguerite, och fick det dansk-norska konsulatet i Le Havre att godkänna transaktionen så att fartyget kunde passera den brittiska blockaden av Frankrike. På detta sätt kunde Imlay agera som blockadbrytare. Med en värdefull last av silver och guld seglade skeppet från Frankrike under dansk-norsk flagg och ankom Köpenhamn den 20 augusti 1794. Trots att det sägs att Ellefsen beordrade skeppet vidare till Göteborg kom det aldrig dit. Imlay försökte vid flera tillfällen att återfinna skeppet och dess värdefulla last innan han skickade Wollstonecraft att förhandla fram ett avtal med Ellefsen, som hade arresterats för att ha stulit skeppet och lasten. Resultatet av Wollstonecrafts förhandlingar är okänt, detsamma gäller även skeppet och lastens öden.
För dessa förhandlingar reste Wollstonecraft, med dottern och barnflickan, till Göteborg där de stannade i två veckor. Därifrån reste hon ensam vidare till Strömstad, där hon gjorde en kort avstickare för att besöka Fredrikstens fästning. Därefter fortsatte hon till Larvik och till Tønsberg, där hon stannade i tre veckor. Hon besökte även Helgeroa, Risør och Christiania (Oslo) innan hon via Strömstad vände tillbaka till Göteborg, där hon återförenades med dottern och barnflickan. De tre återvände till England via Köpenhamn och Hamburg med ankomst Dover september 1795, efter tre månaders resa.

## Struktur, litteraturgenre och stil
Brev skrivna under en kort vistelse i Sverige, Norge och Danmark består av 25 brev som berör en mängd olika områden, bland annat omstridda politiska frågor som reformering av fängelsestraffen, äganderätt och skilsmässolagstiftning, såväl som mindre kontroversiella ämnen som trädgårdsskötsel, saltutvinning och det sublima. I Wollstonecrafts politiska kommentarer utvecklar hon idéerna som hon först presenterade i An Historical and Moral View of the French Revolution. Diskussionen om en fängelsereform är till exempel präglad av hennes upplevelser i revolutionens Frankrike, där många av hennes vänner fängslades.
Brev skrivna under en kort vistelse i Sverige, Norge och Danmark uppfattas lätt som en reseskildring, men den tillhör mer en blandad genre och litteraturvetare är oense om vad som präglar boken mest. Någon betonar Wollstonecrafts kombination av reseskildring med självbiografin eller memoaren, där det senare var ett begrepp hon själv använde vid marknadsföringen av boken. Andra ser boken som en reseskildring i form av en brevroman.
Texten visar Wollstonecrafts tankeprocess och rör sig fritt från biografisk information till funderingar kring naturen och vidare till politiska teorier. Det finns emellertid två tydliga linjer i texten; den ena är Wollstonecrafts argumentation om samhällets struktur och utveckling, den andra är hennes tilltagande melankoli. Även om Wollstonecrafts avsikt är att skriva som en filosof är det bilden av den lidande kvinnan som dominerar boken.

### Reseskildring
Den ena hälften av Brev skrivna under en kort vistelse i Sverige, Norge och Danmark är en reseskildring i form av en brevroman. Wollstonecrafts uppfattning av denna genre formades av samtida reseskildringar som Oliver Goldsmiths The Traveller, or a Prospect of Society (1764), Laurence Sternes A Sentimental Journey Through France and Italy (1768), Samuel Johnsons A Journey to the Western Islands of Scotland (1775), James Boswells Journal of a Tour to the Hebrides (1785) och Arthur Youngs reseböcker.
Efter att ha recenserat 24 reseböcker för Joseph Johnsons tidskrift The Analytical Review var Wollstonecraft välbekant med genren. Den omfattande läsningen befäste hennes uppfattning om hur en god resebok skulle utformas. I en recension framhåller hon att författare av reseböcker skulle ha "ett bestämt mål, ett större projekt som kunde hjälpa till att koncentrera tanken och knyta samman de olika reflektionerna". Reseböcker skulle inte vara "isolerade observationer, utan någon röd tråd eller författarens förhärskade idéer". Hennes recensioner rosar detaljerade och engagerade beskrivningar av folk och städer, funderingar kring historia och den omättliga nyfikenheten.
Wollstonecraft skriver att "konsten att resa är bara en del av konsten att tänka". Hennes resa och själva reseskildringen är därför inte bara sentimental utan även filosofisk. Hon använder de båda "formerna" för att utveckla civilisationskritiken och kritiken av dåtidens kvinnoroll, som hon redan beskrivit i A Vindication of the Rights of Men (1790), Till försvar för kvinnans rättigheter (1792) och An Historical and Moral View of the French Revolution. Efter att ha brutit mot konventionen för hur man skriver om historiska och politiska fenomen introducerar Wollstonecraft, vad experten Gary Kelly kallar "revolutionär feminism", vilket är ytterligare ett område som tidigare hade ansetts vara ett territorium för manliga skribenter. Enligt Kelly förnyar Wollstonecraft reseskildringens "blandning av objektiv fakta och individuella intryck ... till en grund för självbiografiskt utlämnande". Boken är, som en av utgivarna för Brev skrivna under en kort vistelse i Sverige, Norge och Danmark skriver, "inget annat än en revolution i den litterära genren", dess högstämdhet, framställt genom partier med intensiva känslor utgör "en ny vildhet och rikedom i känslouttryck" eftersträvansvärd hos den resande.
En forskare i ämnet har utnämnt Wollstonecraft till den "perfekta lidelsefulla resenären". Hennes strävan att fördjupa sig och fullt ut uppleva varje ögonblick är inspirerad av Jean-Jacques Rousseaus verk, särskilt hans Les Rêveries du promeneur solitaire (1782). Flera av Rousseaus teman återfinns i Brev skrivna under en kort vistelse i Sverige, Norge och Danmark, som "sökandet efter källan till mänsklig lycka, en stoisk avvisning av det materiella, den extatiska omfamningen av naturen och den centrala rollen som känslor har i uppfattningen av saker och ting". Men medan Rousseau till sist avvisar samhället prisar Wollstonecraft framstegen både i hemmet och i näringslivet.

### Brev
I en av de mer inflytelserika tolkningarna av Brev skrivna under en kort vistelse i Sverige, Norge och Danmark argumenterar Mary Favret att Wollstonecrafts brev inte endast bör ses som personliga brev utan även som affärskorrespondens, en genre som ideologiskt hade varit tvetydig för Wollstonecraft. Enligt Favret försöker Wollstonecraft reformera den opersonliga genre som affärskorrespondens representerar och genomsyra den med egna erfarenheter. En teknik som hon använder för detta är att med hjälp av omfattande användning av fantasirika berättelser tvinga läsaren att bli en deltagare i händelserna som beskrivs.
Favret pekar på att Brev skrivna under en kort vistelse i Sverige, Norge och Danmark klart skiljer sig från de förtvivlade och klagande kärleksbrev som Wollstonecraft skickade till Imlay. Brev skrivna under en kort vistelse i Sverige, Norge och Danmark ligger mycket närmare resedagboken hon förde där hon registrerade tankar om människor hon mötte och städer hon besökte. Medan breven till Imlay har långa passager där hon nästan uteslutande skriver om sig själv har Brev skrivna under en kort vistelse i Sverige, Norge och Danmark kommentarer om sociala förhållanden och sympatier med offren för katastrofer och orättvisor. Inför Imlay framställer sig Wollstonecraft som nedstämd på grund av tvivel, medan hon inför resten av världen skildrar sig som den som övervinner alla dessa farhågor. Hon grubblar över farhågorna och omformar dem till grundmaterial för ett brev som motsvarar de öppna politiska brev som var populära mot slutet av 1700-talet, och hon låter sina personliga erfarenheter utgöra utgångspunkten för diskussionen kring en nationell politisk reformation.

### Självbiografi
Starkt influerad av Rousseaus ärliga och avslöjande Les Confessions (1782) blottlägger Wollstonecraft sitt innersta i Brev skrivna under en kort vistelse i Sverige, Norge och Danmark och beskriver i detalj både sin fysiska och sin psykiska resa. Precis som med många andra självbiografier skrivna av kvinnor har hennes personliga avslöjanden ofta framställts som oavsiktliga och till synes indirekta. Men enligt Mitzi Myers, som forskat i ämnet, använder sig Wollstonecraft av denna stil för att formulera ett stabilt och begripligt jag för läsaren. Med ett allt större självförtroende som författare kontrollerar hon framställningen och dess effekt på läsaren på en nivå hon inte når upp till i sina andra verk. Hon omvandlar de personliga sorger som både den faktiska och den inre resan innebär till gripande litteratur.

### Det sublima

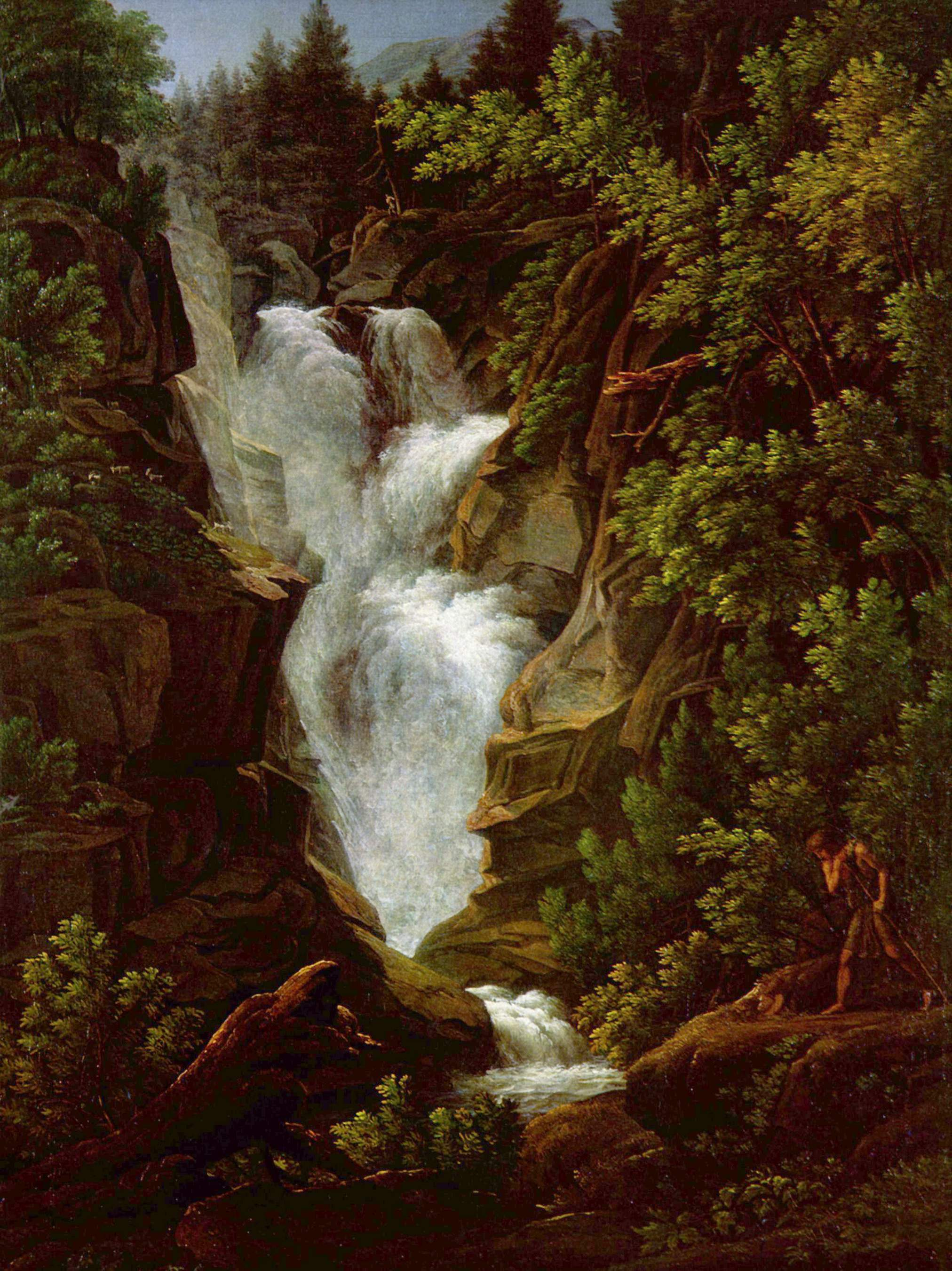
"Vattenfall" av Joseph Anton Koch (1796).

I Brev skrivna under en kort vistelse i Sverige, Norge och Danmark använder sig Wollstonecraft i stor omfattning av diskursen kring det sublima. Hon utvecklar och omdefinierar Edmund Burkes centrala begrepp i A Philosophical Enquiry into the Origin of Our Ideas of the Sublime and Beautiful (1757). Burke framhåller det sublima (som han associerar med maskulinitet, terror, vördnad och styrka) över det vackra (som han förbinder med femininitet, passivitet, skörhet och svaghet) medan Wollstonecraft knyter det sublima till sterilitet och det vackra till fruktbarhet. För henne är det vackra knutet till det kvinnliga och det estetiska skiftet är uppenbart i de många passager som fokuserar på det nära förhållandet mellan Wollstonecraft och hennes dotter Fanny. Hon förknippar därmed den feminina kategorin av "det vackra" med den mest ärbara och dugliga gruppen av kvinnor: mödrarna.
Wollstonecraft förnyar även de konventionella negativa associationerna mellan det sublima och döden. Tankar om döden, frammanade av ett vattenfall, får henne istället att tänka på återfödelse och odödlighet:
| ” | När vi kom fram till kaskaden, eller rättare sagt vattenfallet, vars brus redan länge hade förkunnat sin närvaro, fördes min själ snabbt av fallen in i en ny tankegång. När den virvlande forsen häftigt återkastades från de mörka hålorna som gäckade det späjande ögat, framkallade den en likartad rörelse i mitt sinne: mina tankar slungades från jorden upp mot himlen, och jag frågade mig varför jag var fjättrad vid livet och dess elände? Ändå var de stormande känslor, som detta högstämda skådespel väckte till liv, angenäma, och när jag betraktade det höjde sig min själ med pånyttfödd värdighet – och det föreföll lika omöjligt att hejda min tankes flöde som den ständigt skiftande, men ändå samma, ström som jag hade framför mig – jag sträckte ut handen mot evigheten, tvärs över den mörka del av livet som låg framför mig. | „ |

Liksom hennes övriga förskjutningar av språket kring det sublima är även denna passage starkt påverkad av genus. En forskare skriver: "eftersom Wollstonecraft är kvinna, och som sådan begränsas av juridiska och sociala restriktioner för hennes kön på 1700-talet, kan hon bara se en självständig tillvaro efter döden".

## Tema

### Förnuft, känslor och fantasi
Wollstonecraft karaktäriseras ofta som en rationell filosof, men i Brev skrivna under en kort vistelse i Sverige, Norge och Danmark visar hon sitt engagemang och värdesättande av känslor. Hon argumenterar för att subjektiva upplevelser, som de känslor av transcendens som framkallas av det sublima och det vackra, har ett värde motsvarande de objektiva sanningar som kan avslöjas genom förnuft. I Wollstonecrafts tidigare arbeten var förnuftet överordnat eftersom de gav tillgång till universella sanningar. I Brev skrivna under en kort vistelse i Sverige, Norge och Danmark är förnuftet istället ett redskap för reflektion, en övergång från den sensuella upplevelsen av den jordiska tillvaron till en abstrakt uppfattning av sanningen – inte nödvändigtvis en universell sådan. Att mogna är här inte bara att förvärva ett förnuft, vilket var ett resonemang som Wollstonecraft utvecklat i Original Stories from Real Life (1788), utan även att utveckla en förståelse för hur och när man bör lita på sina känslor.
Wollstonecrafts teorier om förnuft, känslor och fantasi är nära knutna till varandra. Vissa forskare i ämnet hävdar att Wollstonecraft använder fantasin för att frigöra jaget, och då särskilt det kvinnliga jaget, eftersom detta gav henne möjligheten att föreställa sig kvinnoroller utanför de traditionella gränser som rådde under 1700-talet, och gjorde det möjligt för henne att formulera dessa nya idéer. Andra forskare menar att hennes fokus på fantasins styrka har en menlig inverkan på hennes resonemang eftersom detta fjättrar henne till ett "individualiserat, borgerligt begär", vilket aldrig helt kan omfatta samhällstillvändhet.
Favret argumenterar för att Wollstonecraft använder fantasin som ett medel för att förena "mannens begreppsvärden" med "kvinnans sensibilitet". Läsaren måste låta fantasin arbeta, och dessa ansträngningar kommer att rädda läsaren från sentimentalitet men även från att hänfallas åt överdrivna spekulationer. Än viktigare är att läsaren involveras i berättarens historia. Wollstonecrafts språk kräver att läsarna engagerar sig i handlingen:
| ” | ...'de' räddar författaren från skurken; 'de' följer henne i flykten från sorgerna... Med läsarnas hjälp blir brevets sedvanliga intrig omvänd; här frigör sig hjältinnan genom att avvisa sin mottagare och genom att omfamna 'världen' utanför hushållet och hemmet. | „ |

Genom att ge fantasin styrkan att omforma samhället (en kraft som antyds genom flera referenser till Shakespeares Stormen) avslöjar Wollstonecraft att hon blivit en romantiker.

### Individen och samhället
I Brev skrivna under en kort vistelse i Sverige, Norge och Danmark utforskar Wollstonecraft genomgående förhållandet mellan samhället och individen. Medan hennes tidigare verk fokuserar på samhällets brister och dess ansvar fokuserar hon i detta verk istället inåt, och argumenterar uttryckligen för värdet av personliga erfarenheter. I reklamen för boken, som även ingår som förord till texten, förklarar hon sin roll som berättelsens "hjälte":
| ” | När jag skrev de här osammanhängande breven, upptäckte jag att jag inte kunde ungå att ständigt bli berättarjaget – "den lilla hjälten i varje berättelse". Jag försökte att rätta till denna brist, om det nu är en sådan, för det var meningen att breven skulle ges ut. Men när jag sökte tillrättalägga mina tankar, fann jag att mitt brev blev allt mera stelt och tillgjort. Jag beslöt därför att låta mina iakttagelser och funderingar flöda fritt, eftersom jag insåg att jag inte kunde lämna någon rättvisande beskrivning av vad jag såg, om jag inte även skildrade de saker som påverkade mitt sinne och mina känslor, medan intrycket ännu var färskt. | „ |

Genom hela boken knyter Wollstonecraft sin andliga resa och utveckling till civilisationens framsteg. Nationer, liksom individer, framhåller forskaren Mary Poovey, har "en kollektiv förståelse som utvecklas organiskt och mognar gradvis". Wollstonecraft ser samtidigt civilisationens umbäranden som mer värda omtanke än de individuella eller fiktiva umbärandena, vilket påvisar att för henne är sympati kärnan i alla sociala relationer:
| ” | Då har jag känt mig som en del som brutits loss från människosläktets stora helhet; – jag var ensam till dess att någon ofrivillig samhörighetskänsla likt en magnetisk dragningskraft fick mig att känna att jag var del av en mäktig helhet, som jag inte kunde lösgöra mig från – kanske inte, för tanken har sträckt sig mycket långt, genom att klippa av livstråden för en existens, som förlorar sin tjusning allt eftersom den grymma livserfarenheten hejdar eller förgiftar hjärtats puls. | „ |

### Naturen
En stor del av Brev skrivna under en kort vistelse i Sverige, Norge och Danmark innehåller beskrivningar av naturen och Wollstonecrafts känslomässiga reaktioner på dessa naturupplevelser. Ett av hennes mer effektiva grepp är att knyta tankar och känslor till naturfenomen, som i passagen om vattenfallet ovan. Naturen, antar Wollstonecraft, utgör "en gemensam referenspunkt" som delas av henne och läsaren, och därför borde breven etablera ett tillstånd av gemensam sympati dem emellan. Många av breven innehåller "små romantiserade utvikningar" som visualiserar Wollstonecrafts idéer om förbindelsen mellan naturen, Gud och människan. Den materiella världen utgör "den fundamentala utgångspunkten för resonemang och ett av de viktigaste områdena för upplevelser och erfarenheter".

### Genus

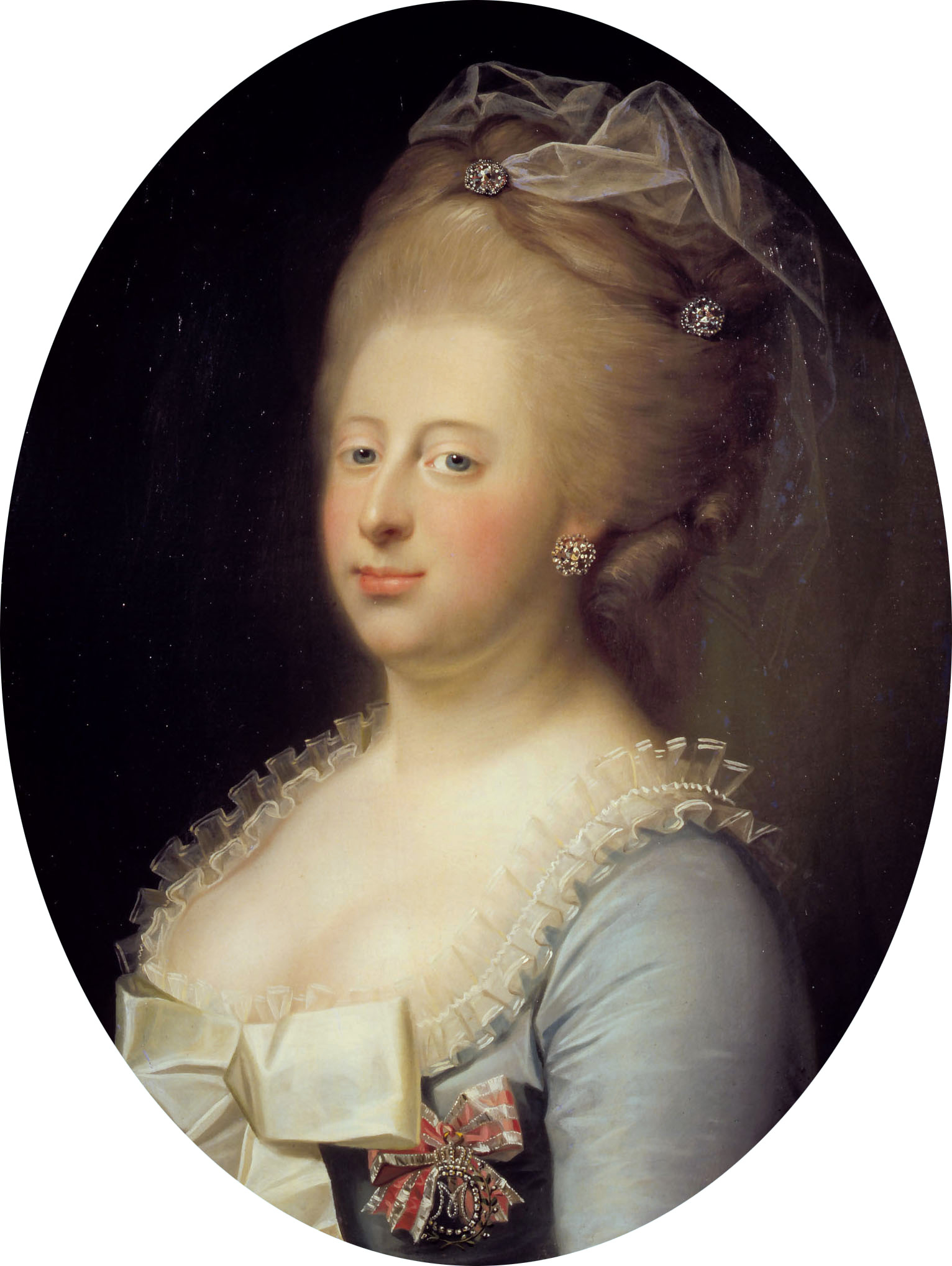
Drottning Caroline Mathilde av Danmark och Norge, olja på duk, av Jens Juel, 1771, nu i Bomann-Museet i Celle, Tyskland.

Alla Wollstonecrafts skrifter, inklusive Brev skrivna under en kort vistelse i Sverige, Norge och Danmark, tar upp kvinnornas, och då främst medelklasskvinnornas, belägenhet i slutet av 1700-talet. Liksom i tidigare texter diskuterar hon även här konkreta frågor som barnuppfostran och förhållandet till tjänstefolket, men till skillnad från hennes mer polemiska skrifter som Thoughts on the Education of Daughters (1787) och Till försvar för kvinnans rättigheter (1792) lägger denna text vikten vid hennes känslomässiga reaktioner på naturupplevelser och moderskapet. Samtidigt fjärmar hon sig inte från sitt engagemang i att förespråka utbildning och rättigheter för kvinnor. I det nittonde brevet, där hennes feministiska tankar tydligast kommer fram, förutser Wollstonecraft läsarens kritik: "fortfarande tjatar hon om samma ämne, kommer du att utropa – men hur skulle jag kunna låta bli, när flertalet av de strider som förekommit i mitt händelserika liv, har orsakats av förtrycket av mitt kön: vi begrundar djupt det vi känner starkast för." Wollstonecraft inser att hon alltid tvingats möta världen utifrån det faktum att hon är kvinna – och detta är ett av de mest utmärkande dragen för hennes självbild.
Genom hela Brev skrivna under en kort vistelse i Sverige, Norge och Danmark kommenterar Wollstonecraft den otrygga position kvinnor hade i samhället. Bland annat försvarar hon, och sympatiserar med, Drottning Caroline Mathilde av Danmark och Norge, som anklagats för "lösaktighet" efter en utomäktenskaplig romans med livsläkaren Struensee, medan hon var gift med den sinnessjuke Kristian VII. Wollstonecraft beskriver drottningen, som var en progressiv social reformator, som en modig kvinna som försökte revolutionera sitt land innan det var redo. Sådana exempel förstärkte Wollstonecrafts ökande desperation och melankoli. Vid ett tillfälle förtvivlar hon sig över sin dotters öde:
| ” | Du vet ju att jag som kvinna är särskilt fäst vid henne – jag känner mer än en moders kärlek och oro, när jag tänker på hennes köns beroende och förtryckta ställning. Jag fruktar att hon skall bli tvungen att offra sitt hjärta för sina principer, eller sina principer för hjärtat. Med skälvande hand ska jag odla min känslighet och vårda mig om grannlagenhet för att jag inte samtidigt som jag förhöjer rosens rodnad, än mer skärper de taggar som skall såra det bröst jag så gärna vill skydda – jag hyser fruktan för att utveckla hennes tankeliv med risk att det skall göra henne illa skickad för den värld hon skall bebo. Olyckliga kvinna! vilket öde är icke ditt? | „ |

Wollstonecrafts ilska och förtvivlan över kvinnans underordnande roll tvingade henne att definiera sig själv i motsats till dåtidens konventionella föreställningar av kvinnlighet. I sitt första brev berättar hon stolt att: "Vid kvällsvarden sade min värd mig uppriktigt att jag var en kvinna med iakttagelseförmåga, för de frågor jag ställde till honom var mansfrågor" (Wollstonecrafts kursivering).
Wollstonecraft ställer den kvinnliga fantasin som den konstruktiva motsatsen till den destruktiva manliga handelsverksamheten, ett konststycke hon i huvudsak genomför genom användningen av genren brevroman. Medan hon i Till försvar för kvinnans rättigheter argumenterar för att kvinnor borde vara nyttiga och produktiva, och därmed överförde marknadens språk till hemmet, applicerar Brev skrivna under en kort vistelse i Sverige, Norge och Danmark hemmets värderingar på den sociala och politiska världen.

### Kommersialism
Även om Wollstonecraft i Brev skrivna under en kort vistelse i Sverige, Norge och Danmark ägnar stort utrymme åt funderingar kring naturen och dess kopplingar till jaget avhandlar en stor del av texten handelns negativa effekter på kulturen. Hon hävdar till exempel att skadorna på Hamburg och Frankrike, förorsakade av legosoldater och en allt mer kommersialiserad kultur, är mer omfattande än den förstörelse som den franska revolutionen orsakade. Hon skriver att "svärdet har varit barmhärtigt, i jämförelse med de skövlingar som mänskligheten utsatts för av entreprenörer, och av den svärm av frossande gräshoppor som sprider sig som en farsot till andra länder". Wollstonecraft menar att handelsverksamheten brutaliserade känslolivet och fostrade en egoistisk hållning hos utövaren. Enligt henne borde handel "reguleras efter idéer om rättfärdighet och likabehandling och inrättas mot att stötta oberoende och givmildhet".
Imlay hade gjort Wollstonecraft desillusionerad, inte bara på grund av hans avvisande inställning till henne, utan även på grund av hans girighet. Genom Brev skrivna under en kort vistelse i Sverige, Norge och Danmark knyter hon kritiken av marknaden till den anonyme älskaren som svikit henne:
| ” | En människa upphör att älska mänskligheten, och sedan individerna, allt eftersom hon fortsätter sin jakt efter rikedom, då den ene kolliderar med hans intresse, den andra med hans nöjen: allt måste ge vika, nej offras för de så kallade affärerna, och alla de kärleksfulla handlingar som utmärker en make, en far, en bror blir blott tomma ord. | „ |

Genom hela texten sätter hon konstruktiv och kreativ fantasi i motsats till destruktiv handel. Genom att associera kommersialism med den anonyma älskaren i texten kritiserar Wollstonecraft Imlay, som hon ansåg var mer upptagen av sina företag än av henne och deras gemensamma barn.

### Revolution och utveckling
I flera avsnitt av Brev skrivna under en kort vistelse i Sverige, Norge och Danmark spekulerar Wollstonecraft kring möjligheterna till en social och politisk revolution och skisserar en utveckling för civilisationen. I hennes jämförelse av Norge med England och Frankrike argumenterar hon för att norrmännen var mer progressiva eftersom de hade pressfrihet, praktiserade religiös tolerans, hade en rättvis fördelning av landområden och en politiskt aktiv befolkning. Hennes beskrivning av en norsk guldålder blir emellertid mindre översvallande när hon upptäcker att landet inte har något universitet eller några vetenskapsmän.
På många sätt förverkligade dåtidens norska samhälle den brittiska radikala tanken om ett "samfund av småproducenter, där intäkterna är jämnt fördelade för att säkra en rimlig jämlikhet", motsvarande det som Wollstonecraft hade skissat i A Vindication of the Rights of Men (1790). Efter noggranna överväganden kring hur man bäst kunde förbättra de sociala och politiska problemen i länderna hon besökte kommer Wollstonecraft fram till slutsatsen att social utveckling måste ske i en kontrollerad och "naturlig" takt. Hon argumenterar för att varje land måste finna sin egen väg för att utvecklas och att en demokratisk revolution inte kan tvingas på ett folk. Hon anser att de lägre klasserna och småbrukarna utgör de mest lovande "potentiella källorna till revolutionär social förändring". I denna bedömning finns det dock indirekt en borgerlig nedlåtande hållning, då hon ser arbetarklassen som en grupp långtifrån henne själv, och vid ett tillfälle beskriver hon deras beteende som pittoreskt.

## Mottagande och betydelse

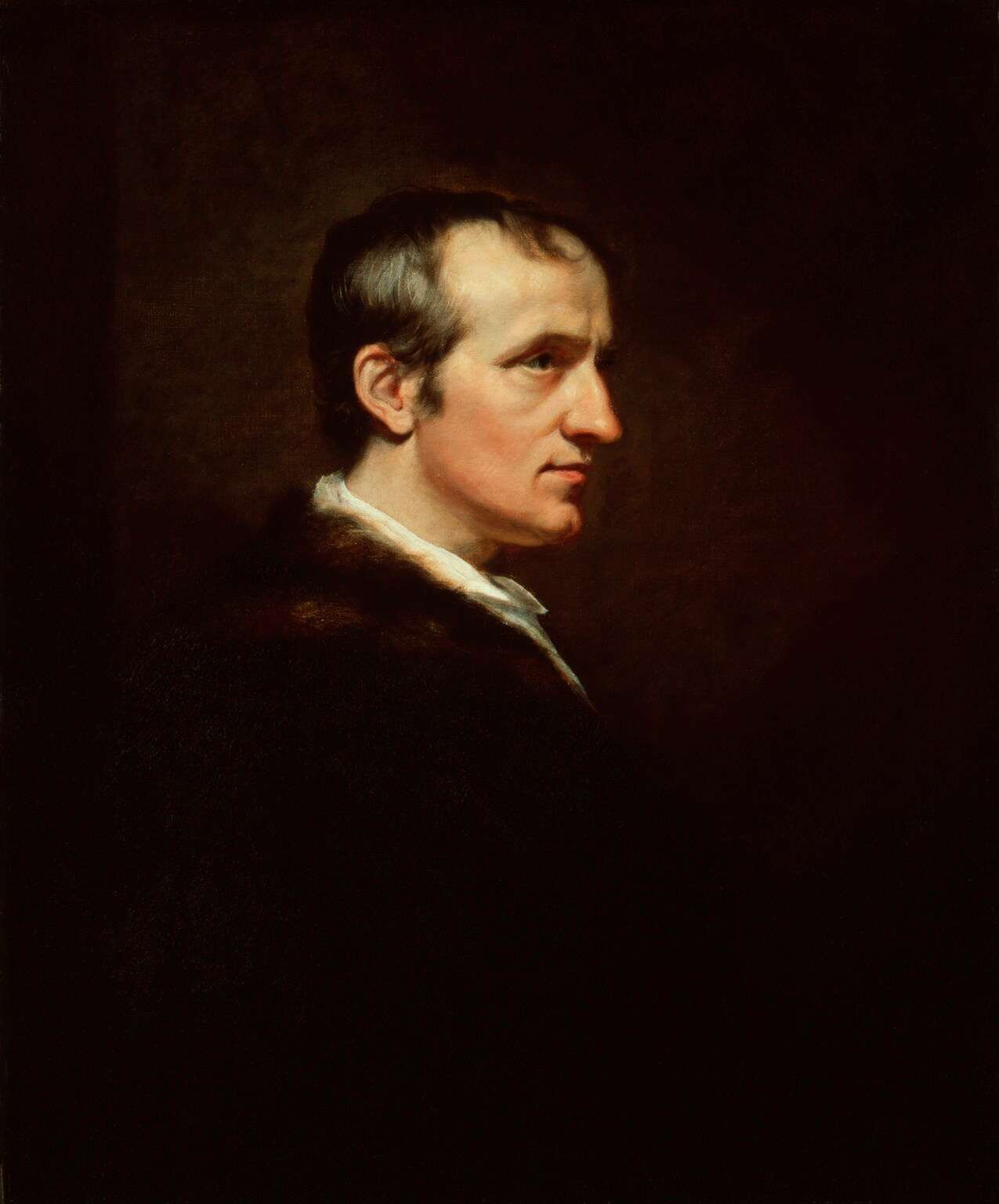
William Goodwin målad av James Northcote (olja på duk, 1802) på National Portrait Gallery.

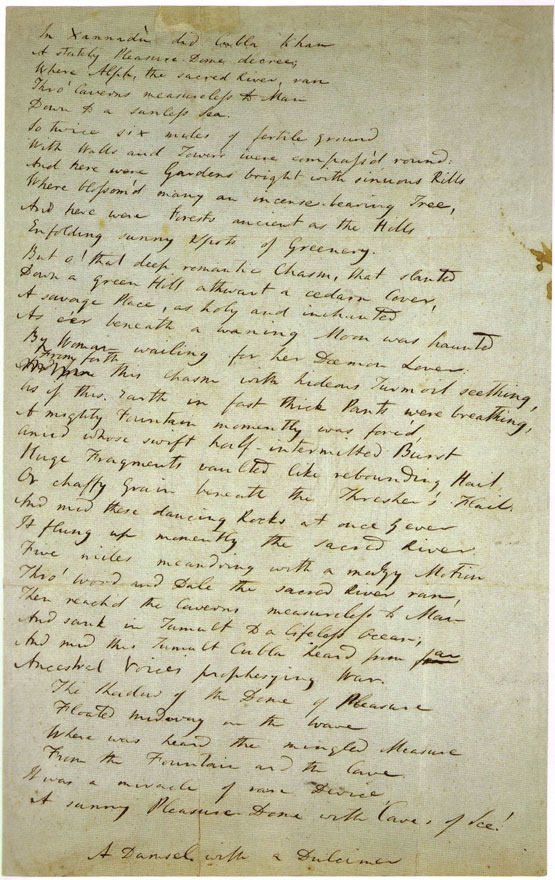
Manuskript till Coleridges dikt Kubla Khan (1797; 1816).

Wollstonecrafts främsta skäl för att ge ut Brev skrivna under en kort vistelse i Sverige, Norge och Danmark var hennes stora skulder. Den framgångsrika försäljningen av boken, som blev hennes mest populära på 1790-talet, skedde vid en gynnsam tidpunkt. Efter goda recensioner översattes boken till tyska, nederländska, svenska och portugisiska, den publicerades i USA och trycktes i en andra upplaga 1802.
Amelia Alderson prisade boken, men särskiljde kvinnan och filosofen: "Med en gång när jag hade läst dina brev från Norge försvann den kalla fruktan som filosofen hade framkallat, till förmån för en varm sympati framkallad av kvinnan." William Godwin, Wollstonecrafts blivande make, skrev i Memoirs of the Author of A Vindication of the Rights of Woman att boken fick honom att förälska sig i henne:
| ” | Om en boks syfte någon gång var att få en man att älska författaren så synes det för mig vara denna bok. Hon berättar om sina sorger på ett sätt som fyller oss med svårmod och upplöser oss i ömhet, samtidigt som hon demonstrerar en begåvning som förtjänar vår beundran. Sorg har mildrat hennes hjärta till en nästan övermänsklig mjukhet; och hennes ömma själ ter sig helt i harmoni med alla obegränsade känslor av hängivenhet. | „ |

Godwin kopplar samman boken med Wollstonecrafts första utgivning, Mary: A Fiction (1788), och framhäver textens känslosamhet och hur den "erotiserar den kvinnliga sorgen". Godwin såg boken som en romantisk brevroman och inte som ett verk präglat av politiska kommentarer. Efter Wollstonecrafts död 1797 publicerade Godwin hennes originalbrev till Imlay och i samband med detta förstördes också originalen. Han tog bort alla hänvisningar till aktuella politiska händelser och Wollstonecrafts affärsmöten, och underströk istället det romantiska sambandet mellan de två brevsamlingarna. Favret menar att Godwin ville att allmänheten skulle betrakta Wollstonecrafts kärleksförhållande som en sentimental romans motsvarande den mellan Charlotte och Werther i Goethes Den unge Werthers lidanden (1774).
Att en kvinna med ett barn på ett år och en hushållerska reste till Skandinavien utan beskydd av en man saknade motstycke vid slutet av 1700-talet. Boken tedde sig mycket uppseendeväckande. Att Wollstonecraft reste till en så avlägsen plats (en av bokens redaktörer beskrev det som "en nordlig vildmark") fängslade och chockerade flera läsare. Bokens oortodoxa teologi avskräckte också läsare. Monthly Magazine and American Review skrev:
| ” | [Hon] övergav sin tro på kristendomen. [sic]... Från denna period beundrade hon [Gud]... inte som någon vars ingripande makt är aldrig så tyst vid det mänskliga livets stora skådeplats, omsider låter gott uppkomma från det närvarande onda och tillåter inget utan kloka och välvilliga ändamål; utan endast den som är källan till all existens. | „ |

Brev skrivna under en kort vistelse i Sverige, Norge och Danmark tog avstånd från Wollstonecrafts tidigare syn på en dömande Gud, till Gud som skapare. Detta chockade konservativa läsare som inte var mottagliga för något som påminde om deism. Den samtida feministen och författaren Mary Hays kritiserade istället boken för att vara överdrivet sentimental och känslosam. Thomas Brown, professor i moralfilosofi, publicerade ett poetiskt svar till boken i The Wanderer in Norway (1816). I stället för att glädja sig över friheten som är konsekvensen av Wollstonecrafts argument om förhållandet mellan natur och känslor, presenterade Brown boken som ett fiasko och Wollstonecraft som en tragisk figur. Brown läste Brev skrivna under en kort vistelse i Sverige, Norge och Danmark som en förmanande moralisk berättelse, medan Wollstonecrafts avsikt var att presentera sociala och personliga utvecklingsmöjligheter. Favret visar i sin forskning att nästan alla dåtidens uttolkare ser författaren (Mary) som den tragiska hjältinnan, trots att texten i sig, med sin blandning av känslor och politik, utmanar en sådan tolkning på många sätt.
Publiceringen av Godwins memoarer, som avslöjade och stödde Wollstonecrafts romanser och barnafödande utanför äktenskapet, resulterade i att en majoritet av allmänheten kom att förakta hennes böcker. Men trots detta "väckte boken en lust att resa bland de kultiverade människorna i Europa". Dristiga kvinnliga brittiska resenärer på 1800-talet som Isabella Bird och Mary Kingsley inspirerades av Wollstonecrafts pionjärinsats. Brev skrivna under en kort vistelse i Sverige, Norge och Danmark trycktes i en ny upplaga mot slutet av 1800-talet. Robert Louis Stevenson, författaren av Skattkammarön tog med ett exemplar på sin resa till Samoa år 1890.

### Romantiken
Romantikens poeter påverkades kraftigt av Brev skrivna under en kort vistelse i Sverige, Norge och Danmark. Poeten Robert Southey skrev till exempel till sin förläggare: "Har du stött på Mary Wollstonecrafts [resebok]? Hon har fått mig att älska ett kallt klimat, och frost och snö, med ett nordiskt månljus." Bokens progressiva sociala syn, i kombination med dess försvar av de subjektiva erfarenheterna, inspirerade författare som William Wordsworth och Samuel Taylor Coleridge. Wollstonecrafts "inkarnationsteori om kreativ fantasi" banade väg för Wordsworths genomgång av fantasin och dess förhållande till jaget i den femte boken av The Prelude (1805; 1850) Hennes bok hade också ett starkt inflytande på Coleridges The Rime of the Ancient Mariner (1797–1799) och Percy Shelleys Alastor (1815). Den mest slående hyllningen till Wollstonecrafts bok finns emellertid i Coleridges berömda dikt Kubla Khan (1797; 1816) I stora delar är stilen i dikten hämtad från Brev skrivna under en kort vistelse i Sverige, Norge och Danmark, och i en passage anspelar han direkt på Wollstonecraft när han beskriver en kall ödemark:
En fruktansvärd plats! så helig och förhäxad

Som något under sjunken måne jagad

Av kvinnan jämrande vid sin älskares frånvaro!

### Engelska originalcitat
1. ↑  Reaching the cascade, or rather cataract, the roaring of which had a long time announced its vicinity, my soul was hurried by the falls into a new train of reflections. The impetuous dashing of the rebounding torrent from the dark cavities which mocked the exploring eye, produced an equal activity in my mind: my thoughts darted from earth to heaven, and I asked myself why I was chained to life and its misery? Still the tumultuous emotions this sublime object excited, were pleasurable; and, viewing it, my soul rose, with renewed dignity, above its cares – grasping at immortality – it seemed as impossible to stop the current of my thoughts, as of the always varying, still the same, torrent before me – I stretched out my hand to eternity, bounding over the dark speck of life to come.
2. ↑  In writing these desultory letters, I found I could not avoid being continually the first person – 'the little hero of each tale.' I tried to correct this fault, if it be one, for they were designed for publication; but in proportion as I arranged my thoughts, my letter, I found, became stiff and affected: I, therefore, determined to let my remarks and reflections flow unrestrained, as I perceived that I could not give a just description of what I saw, but by relating the effect different objects had produced on my mind and feelings, whilst the impression was still fresh.
3. ↑  I have then considered myself as a particle broken off from the grand mass of mankind; — I was alone, till some involuntary sympathetic emotion, like the attraction of adhesion, made me feel that I was still a part of a mighty whole, from which I could not sever myself — not, perhaps, for the reflection has been carried very far, by snapping the thread of an existence which loses its charms in proportion as the cruel experience of life stops or poisons the current of the heart.
4. ↑  You know that as a female I am particularly attached to her – I feel more than a mother's fondness and anxiety, when I reflect on the dependent and oppressed state of her sex. I dread lest she should be forced to sacrifice her heart to her principles, or principles to her heart. With trembling hand I shall cultivate sensibility, and cherish delicacy of sentiment, lest, whilst I lend fresh blushes to the rose, I sharpen the thorns that will wound the breast I would fain guard – I dread to unfold her mind, lest it should render her unfit for the world she is to inhabit – Hapless woman! what a fate is thine!
5. ↑  A man ceases to love humanity, and then individuals, as he advances in the chase after wealth; as one clashes with his interest, the other with his pleasures: to business, as it is termed, every thing must give way; nay, is sacrificed; and all the endearing charities of citizen, husband, father, brother, become empty names.
6. ↑  a small-producer society, its wealth sufficiently dispersed to ensure rough equality
7. ↑  As soon as I read your Letters from Norway, the cold awe which the philosopher had excited was lost in the tender sympathy call'd forth by the woman.
8. ↑  If ever there was a book calculated to make a man in love with its author, this appears to me to be the book. She speaks of her sorrows, in a way that fills us with melancholy, and dissolves us in tenderness, at the same time that she displays a genius which commands all our admiration. Affliction had tempered her heart to a softness almost more than human; and the gentleness of her spirit seems precisely to accord with all the romance of unbounded attachment.
9. ↑  a boreal wilderness
10. ↑  [She] discarded all faith in christianity. [sic] . . . From this period she adored [God] . . . not as one whose interposing power is ever silently at work on the grand theatre of human affairs, causing eventual good to spring from present evil, and permitting nothing but for wise and benevolent purposes; but merely as the first great cause and vital spring of existence.
11. ↑  Have you met with Mary Wollstonecraft's [travel book]? She has made me in love with a cold climate, and frost and snow, with a northern moonlight
12. ↑  A savage place! as holy and enchanted

As e'er beneath a waning moon was haunted

By woman wailing for her demon-lover!